# Jules Fauris de Saint-Vincens
Jules François Paul Fauris de Saint-Vincens (Aix-en-Provence, 1750 – Aix-en-Provence, 1819) è stato un magistrato e numismatico francese.

## Il magistrato e il politico
Fu président à mortier del Parlamento della Provenza nel 1789, Faurisson Saint-Vincens sopravvisse alla Rivoluzione ed è stato il secondo magistrato a esercitare  sotto l'Impero, la funzione di Primo presidente della Corte d'appello di Aix-en-Provence. Ha svolto anche una parallela carriera politica come sindaco e deputato del corpo legislativo.

## L'uomo di lettere e il numismatico
Riprendendo la tradizione di famiglia di erudizione, questo bibliofilo, corrispondente dell'Istituto, scrisse, soprattutto dopo la Rivoluzione francese, molti lavori di storia, numismatica e archeologia. Fece parte di diverse accademie e fu uno dei fondatori dell'Accademia di Aix-en-Provence. La sua biblioteca è uno dei fondi che costituiscono la biblioteca Méjanes.

## Le mémoire sur les monnaies des comtes de Provence
Gli studiosi delle monete dei conti di Provenza conoscono Fauris de Saint-Vincens per la sua preziosa pubblicazione intitolata  Mémoire sur les monnaies de Provence. Lungi dall'essere superata, questo ponderoso lavoro è una fonte straordinaria di informazioni sulla moneta nel Medioevo.
Il testo presenta l'evoluzione delle monete provenzali nel corso dei secoli. Oltre alle innumerevoli informazioni, il lavoro di Fauris Saint-Vincens presenta anche numerose tavole che rappresentano le monete della Provenza, ma anche gettoni e medaglie, con le immagini delle monete dei vari signori provenzali: gli  arcivescovi di Arles e di Embrun, i papi di Avignone, i signori dei Baux, d'Anduse e Sauve, di Maguelonne, conti di Tolosa, marchesi di Provenza e i principi di Orange.
Appaiono poi le monete dei re di Francia che ha battuto il denaro in Provenza a partire da Carlo VIII e fino al regno di Francesco I.

Come Fabri de Peiresc, che era fu consigliere del parlamento di Provenza e numismatico emerito, Fauris Saint-Vincens è uno dei padri della numismatica provenzale, perché con il suo lavoro ne ha fissati i contenuti e individuati i contorni.
Dopo la morte, le monete del presidente Fauris furono acquisite per 18.000 franchi dal "Cabinet des médailles" di Marsiglia. Anche oggi formano il nucleo centrale della collezione.